# جورج أندريه (لاعب كرلنغ)
جورج أندريه (بالفرنسية: Georges André)‏ هو مهندس فرنسي، ولد في 26 يوليو 1876 في باريس في فرنسا، وتوفي في 19 مارس 1945 في فرساي في فرنسا.

## وصلات خارجية
- جورج أندريه على موقع الاتحاد الدولي للكرلنغ (الإنجليزية)
- جورج أندريه على موقع أوليمبيديا (الإنجليزية)